# Malica caraganae
Malica caraganae är en tvåvingeart som beskrevs av Richter 1974. Malica caraganae ingår i släktet Malica och familjen borrflugor. Inga underarter finns listade i Catalogue of Life.